# 凱文·福格特
凱文·福格特（Kevin Vogt）是德國的一位足球運動員。在場上司職防守型中場或中後衛。現效力于德乙球隊波琴。他也代表德國各青年國家隊參賽。

## 球會生涯
沃格特于2012年夏天加盟FC奥格斯堡。据报道，奥格斯堡支付了约70万欧元的转会费。2014年5月26日，科隆俱乐部宣布沃格特 将加盟球队，并签订一份至2017年到期的合同。 据报道，转会费约为150万欧元。
2016年5月30日，霍芬海姆宣布签下沃格特。 2020年1月12日，沃格特被租借至德甲球队不莱梅，租借期至赛季结束。 2024年1月11日，沃格特以约200万欧元的转会费加盟德甲球队柏林联合。